# Asterigerinella
Asterigerinella es un género de foraminífero bentónico de la familia Asterigerinatidae, de la superfamilia Asterigerinoidea, del suborden Rotaliina y del orden Rotaliida. Su especie tipo es Asterigerinella gallowayi. Su rango cronoestratigráfico abarca desde el Priaboniense (Eoceno superior) hasta el Oligoceno.

## Clasificación
Asterigerinella incluye a la siguiente especie:
- Asterigerinella gallowayi †